# Erebia discoidalis
Erebia discoidalis is een vlinder uit de onderfamilie Satyrinae van de familie Nymphalidae (aurelia's). De wetenschappelijke naam is voor het eerst geldig gepubliceerd in 1837 door William Forsell Kirby.
De soort komt voor in Europa.